# Brezov
Brezov é um município da Eslováquia, situado no distrito de Bardejov, na região de Prešov. Tem 6,89 km² de área e sua população em 2018 foi estimada em 368 habitantes.

## Demografia
| Ano:        | 1994 | 2004   | 2014    | 2024    |
| ----------- | ---- | ------ | ------- | ------- |
| Broj ljudi: | 398  | 432    | 386     | 333     |
| Razlika:    |      | +8,54% | -10,64% | -13,73% |

| Ano:               | 2023 | 2024   |
| ------------------ | ---- | ------ |
| Número de pessoas: | 337  | 333    |
| Diferença:         |      | -1,18% |